# Wenn mein Schlafzimmer sprechen könnte
Wenn mein Schlafzimmer sprechen könnte (Originaltitel: Come Blow Your Horn) ist eine US-amerikanische Filmkomödie aus dem Jahre 1963 von Bud Yorkin. Das Drehbuch basiert auf einem Bühnenstück von Neil Simon.

## Handlung
Buddy Baker verlässt das Haus seiner jüdischen Eltern. Er sucht seinen in Manhattan lebenden Bruder Alan auf, der ihn nicht erwartet hat. Alan ist ein lebenslustiger Junggeselle, der keinen Einfluss seiner Arbeit auf sein Privatleben duldet. Alan unterstützt Buddys Streben nach Unabhängigkeit. Er kleidet ihn neu ein und zeigt ihm das Nachtleben von New York.
Mr. Baker ist von Alans Lebenswandel enttäuscht. Zudem ist er verärgert, dass Alan ein wichtiges Geschäft vermasselt hat. Buddy erweist sich als sehr gelehriger Schüler. Schon bald hat er Alans Alkoholvorräte aufgebraucht. Zudem beginnt er, sich mit Alans Freundinnen zu treffen. Nachdem Alan seine Freundin Peggy, die über ihm wohnt, an Buddy verloren hat und von dem Ehemann einer weiteren Freundin geschlagen wurde, bekommt er Angst, eine richtige Beziehung anzustreben. Dies wiederum verstört seine neue Freundin Connie.
Bald wird Alan die Sinnlosigkeit seines bisherigen Lebenswandels klar. Er versucht, Buddy vom Trinken abzubringen, doch der genießt das Leben in vollen Zügen. Der Streit der Brüder lässt Alan in Bezug auf Frauen umdenken. Er kehrt zu Connie zurück und heiratet sie. Nach der Hochzeit erfährt er, dass sich seine Mutter von seinem Vater wegen dessen schlechten Naturell getrennt hat. Alan setzt sich ein und erreicht, dass sich seine Eltern wieder versöhnen. Zudem gelingt ihm ein glänzender Geschäftsabschluss. Sein Junggesellen-Appartement vermacht er seinem entzückten Bruder Buddy.

## Hintergrund
Der Film wurde am 5. Juni 1963 in den USA uraufgeführt und kam am 30. August des gleichen Jahres in die bundesdeutschen Kinos. Im deutschen Fernsehen wurde er auch unter dem Titel Buddy und das süße Leben ausgestrahlt.
Das Theaterstück, auf dem der Film basiert, wurde erstmals am 22. Februar 1961 am Broadway aufgeführt. Es folgten 677 Vorstellungen. Das Stück war Neil Simons erster großer Broadway-Erfolg. Der Film ist die erstmalige Filmadaption eines Stücks von Neil Simon.
Gastauftritte legten Drehbuchautor Norman Lear sowie Sänger und Schauspieler Dean Martin ab.
Kurioserweise war Lee J. Cobb, der den Filmvater spielte, nur vier Jahre älter als sein Filmsohn Frank Sinatra. Der wiederum war 25 Jahre älter als sein Filmbruder Tony Bill, der in diesem Film sein Leinwanddebüt gab. Für Regisseur Yorkin war es der erste Kinofilm.
Für die Ausstattung des Films sorgten Hal Pereira, Sam Comer, Roland Anderson und James W. Payne. Die Kostüme stammten von Edith Head.
Der Titelsong „Come Blow Your Horn“, von Frank Sinatra gesungen, wurde von Jimmy Van Heusen komponiert. Der Text stammte von Sammy Cahn.

## Kritiken
Das Lexikon des internationalen Films über den Film: „Langatmige Hollywoodkomödie nach einem Broadway-Erfolgsstück von Neil Simon, in der optische Starre und endlose Dialoge vorherrschen.“
Die Variety bezeichnet den Film als oberflächliche aber unterhaltende Tollerei.
Bosley Crowther von der New York Times spricht dagegen von fader Langeweile, die den Zuschauer befalle. Die einfallslose Darstellung sei das Schlimmste an dem Film. Yorkins Mangel an Tempo komme zu der Tappsigkeit der Schauspieler.
Toni Mastroianni von der „Cleveland Press“ schreibt, die Gewichtung des Films liege auf der Unterhaltung, und hier sei der Film erfolgreich.
Channel 4 bemängelt, der Film vertraue zu viel den Stereotypen und den widerlich dürftigen weiblichen Charakteren.

## Auszeichnungen
1964 wurde der Film in der Kategorie Beste Ausstattung (Farbe) für den Oscar nominiert.
Die Produktion erhielt vier Nominierungen für den Golden Globe in den Kategorien Bester Hauptdarsteller in einer Komödie (Frank Sinatra), Beste Hauptdarstellerin in einer Komödie (Molly Picon und Jill St. John) und Bester Nebendarsteller (Lee J. Cobb).
Lee J. Cobb erreichte bei der Verleihung der Laurel Awards als bester Nebendarsteller den dritten Rang.